# Reginald Tyrwhitt

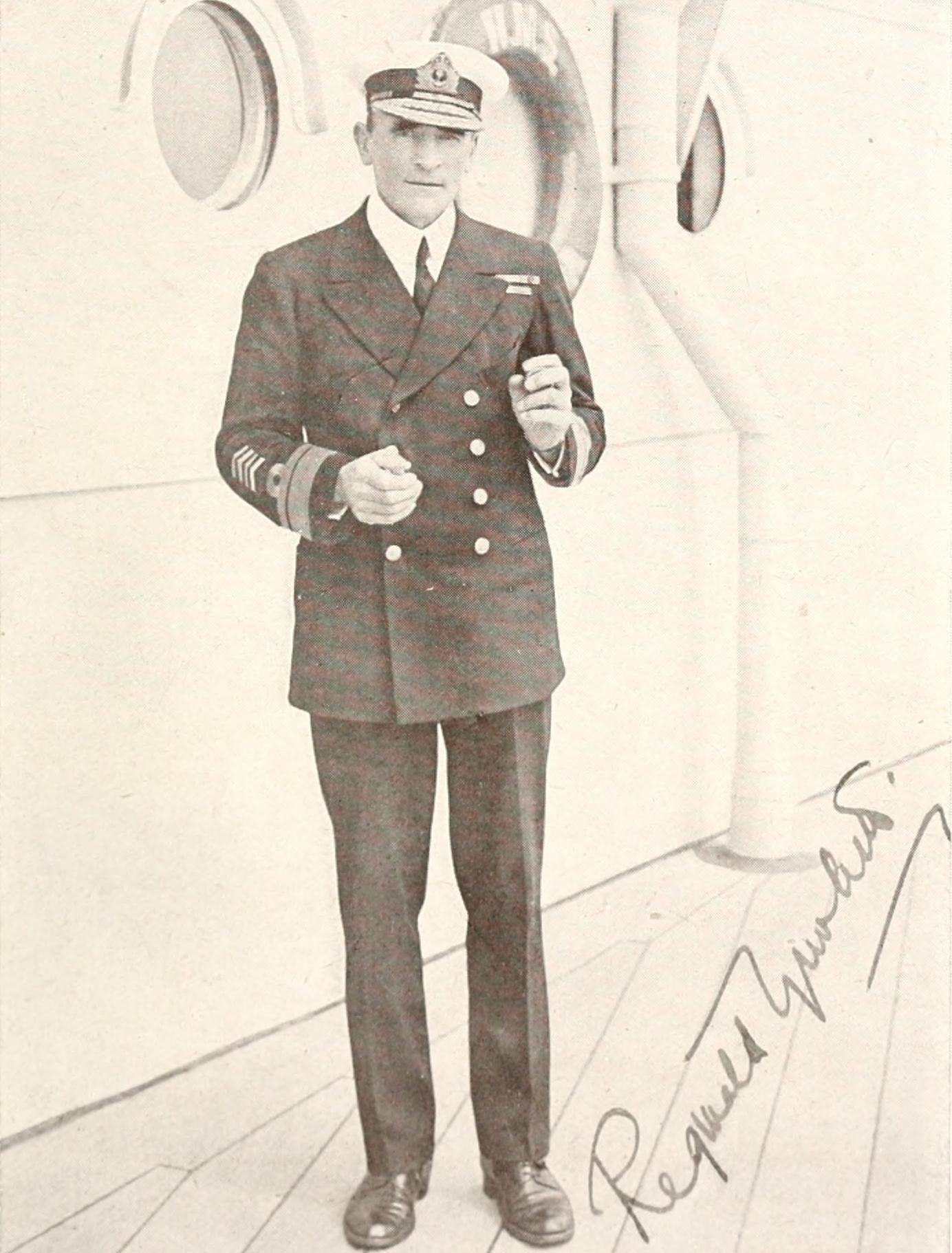
Reginald Tyrwhitt

Sir Reginald Yorke Tyrwhitt, 1. Baronet, GCB, DSO (* 10. Mai 1870 in Oxford; † 30. Mai 1951 in Sandhurst, Kent) war ein britischer Marineoffizier, zuletzt Admiral of the Fleet, der im Ersten Weltkrieg die Harwich Force befehligte.

## Leben
Tyrwhitt (gesprochen ˈtɪrɪt) wurde als fünfter Sohn des Geistlichen Richard St John Tyrwhitt, Vikar der Kirche St Mary Magdalen in Oxford, geboren und kam 1883 als Seekadett auf das Schulschiff HMS Britannia. 1885 wurde er auf das Schlachtschiff HMS Alexandra, Flaggschiff der Mittelmeerflotte, versetzt und wurde dort zum Midshipman befördert. 1888 kam er auf die Korvette HMS Calypso der Training Squadron und im folgenden Jahr auf den Panzerkreuzer HMS Australia. Als Sub-Lieutenant kam er 1890 auf die HMS Ajax, Typschiff der Ajax-Klasse von Schlachtschiffen. Während er auf der Brigg HMS Pilot in Plymouth diente, wurde er 1892 zum Lieutenant befördert. Die folgenden drei Jahre verbrachte er auf der Schraubenkorvette HMS Cleopatra auf der North America and West Indies Station.
Im Januar 1896 erhielt er den Befehl über den Zerstörer Hart und wechselte noch im gleichen Jahr auf den Kreuzer Surprise, der im Mittelmeer im Einsatz war. Im Dezember 1899 kam Tyrwhitt auf die Indefatigable der North America and West Indies Station. Im Januar 1903 wurde er zum Commander befördert und übernahm den Befehl über den Kreuzer Aurora. Von 1904 bis 1908 folgten Verwendungen als Kommandant des Zerstörers Waveney sowie der Spähkreuzer Attentive und Skirmisher. Nach der Beförderung zum Captain im Juni 1908 übernahm Tyrwhitt die 4. Zerstörerflottille in Portsmouth mit dem Kreuzer Topaze als Führungsschiff. Von 1910 bis 1912 war er Flaggkapitän auf den Kreuzern Bacchante und Good Hope bei der Mittelmeerflotte. Anschließend kehrte er zur Home Fleet zurück, wo er die 2. Zerstörerflottille von Bord des Flottillenführers Bellona befehligte. 1914 wurde er Kommodore aller Zerstörer der Home Fleet.
Zu Beginn des Ersten Weltkriegs erhielt Tyrwhitt den Befehl über die Harwich Force, die aus der 1. und 3. Zerstörerflottille bestand und die er von Bord des Leichten Kreuzers Amethyst führte. Mit der Harwich Force zeichnete er sich beim ersten größeren Seegefecht des Krieges, dem Seegefecht bei Helgoland am 28. August 1914 aus, wo sein Flaggschiff der neu in Dienst gestellte Leichte Kreuzer Arethusa war. Im Januar 1915 war die Harwich Force am Gefecht auf der Doggerbank beteiligt, wo sie wiederum eng mit den Schlachtkreuzern des Admirals David Beatty zusammenarbeiteten. Im März 1916 eskortierte Tyrwhitts Flotte den Seeflugzeugtender Vindex beim Angriff auf die Luftschiffhallen von Tondern. Im April 1916, bei der deutschen Beschießung von Lowestoft und Great Yarmouth, war Tyrwhitts Flotte wiederum im Einsatz, um den Abbruch des deutschen Angriffs zu erzwingen.
Während der Skagerrakschlacht (31. Mai/1. Juni 1916) stach Tyrwhitt aus eigener Initiative mit fünf Kreuzern und 19 Zerstörern in See, wurde aber von der Admiralität in den Hafen zurückbeordert. Am 19. August 1916 traf er dann auf die Hochseeflotte bei einem neuen Vorstoß in die Nordsee, die allerdings kehrtmachte, ohne dass Tyrwhitt zum Torpedoangriff gekommen war. Er blieb für die gesamte Dauer des Krieges Kommodore der Harwich Force und nahm noch an mehreren kleineren Gefechten in der südlichen Nordsee teil, sowie am Überfall auf Zeebrugge und Ostende. 1918 wurde er zum acting Rear Admiral befördert. Beim Kriegsende empfing er die gemäß den Waffenstillstandsbedingungen auszuliefernde deutsche U-Boot-Flotte in Harwich. Im Dezember 1919 empfing er die erbliche Würde eines Baronets, of Terschelling and of Oxford in the County of Oxford, und die dauerhafte Beförderung zum Rear Admiral.
In der Folgezeit diente Tyrwhitt unter anderem in Gibraltar, als Kommandeur der 3rd Light Cruiser Squadron im Mittelmeer, als Superintendent in Rosyth und als Commander-in-Chief, Coast of Scotland. 1925 wurde er, zum Vice Admiral befördert, Befehlshaber der China Station. 1930 wurde Tyrwhitt, nachdem er im Jahr zuvor zum vollen Admiral befördert worden war, zum Commander-in-Chief, The Nore ernannt. 1932 wurde er First and Principal Naval Aide-de-Camp des Königs. Die Beförderung zum Admiral of the Fleet erfolgte 1934. Tyrwhitt diente im Zweiten Weltkrieg noch zeitweilig bei der Home Guard. Er war verheiratet und hatte einen Sohn, seinen Titelerben St. John Tyrwhitt (1905–1961), und zwei Töchter, darunter Mary Tyrwhitt.